# Bulbostylis jacobinae
Bulbostylis jacobinae là một loài thực vật có hoa trong họ Cói. Loài này được (Steud.) Lindm. mô tả khoa học đầu tiên năm 1901.